# Siedlice (przystanek kolejowy)
Siedlice – zlikwidowany przystanek stargardzkiej kolei wąskotorowej w Siedlicach, w województwie zachodniopomorskim, w Polsce. Przystanek został zlikwidowany w 1995 roku.